# Cu xanh Olax

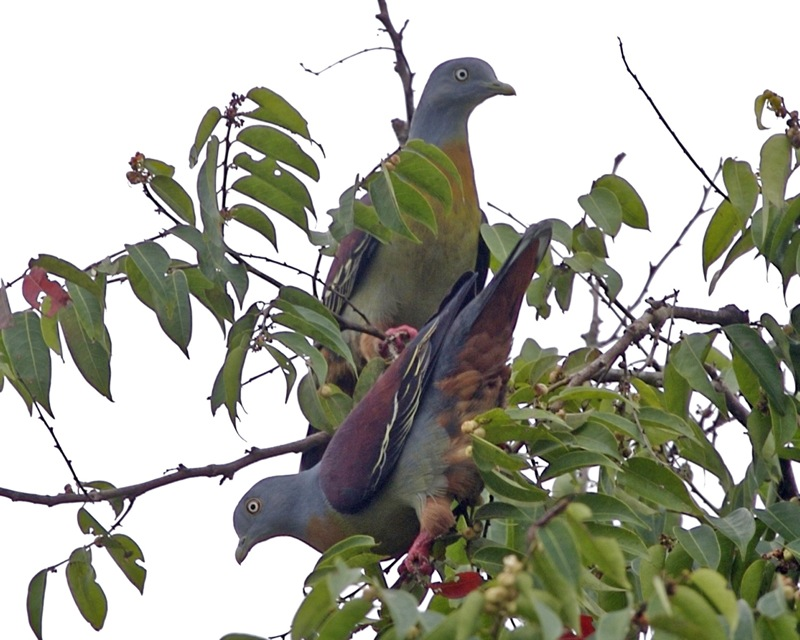

Treron olax là một loài chim trong họ Columbidae.